# Camponotus sommeri
Camponotus sommeri är en myrart som först beskrevs av Auguste-Henri Forel 1894.  Camponotus sommeri ingår i släktet hästmyror, och familjen myror. Inga underarter finns listade.